# Pesca submarina

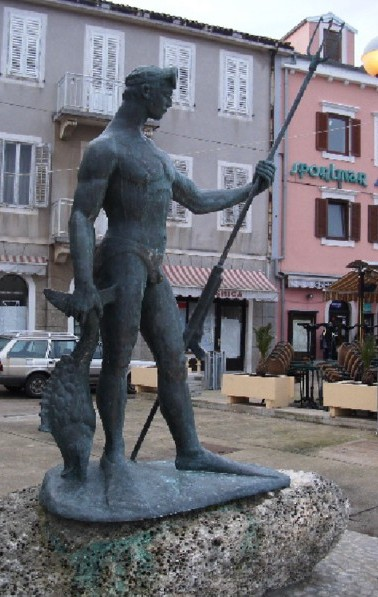
Monumento a Croacia

Es un tipo de pesca similar a la caza, de hecho el pescador busca a la presa para atraparla, donde por el contrario en otras artes de pesca se busca el engaño. Tal vez fue este uno de los primeros tipos de pesca, junto con la recolección de conchas, crustáceos y cefalópodos en las orillas y costas de los mares.

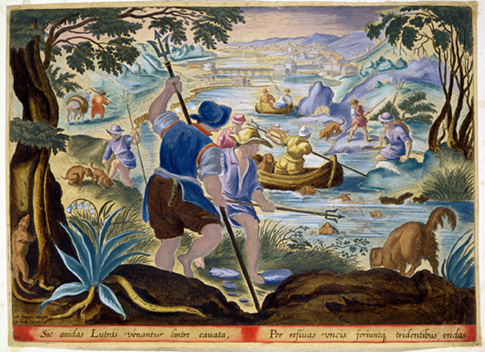
Representación de pesca con tridentes.

Modalidad de pesca que se realiza mediante la inmersión en apnea y la caza del pez mediante el uso de un arpón o fusil submarino. Se emplean distintas técnicas en función de las características de la zona donde se pesca o de los peces buscados.

## Tipos de pesca

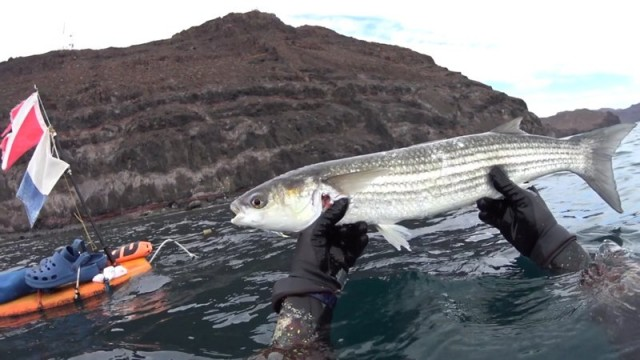
Pescador submarino muestra lisa capturada antes de llevarla a la boya reglamentaria

### A la espera[2]
Esta técnica se basa en pasar lo más desapercibido posible y permanecer quieto a la espera de que algún pez curioso se acerque a una distancia en donde resulte fácil hacer blanco. Existen diversas variantes a la espera:
1. Al depredador: el pescador suele posarse en el fondo marino de forma semi-visible, buscando activar la curiosidad de depredadores como la dorada, lubina o dentón. Rascar la roca o soltar burbujas suelen ser buenas técnicas. No obstante el pescador debe guardarse de hacer movimientos bruscos y debe evitar que el depredador lo considere peligroso.
2. Al paso: consiste en reconocer una zona de paso de las presas. El pescador se colocará de la forma más mimética posible para evitar que el pez le vea. Es de vital importancia la aproximación a ese lugar desde un sitio en el que el pez no nos vea.
3. En superficie: las anteriores técnicas están limitadas por el tiempo de apnea del pescador. En superficie esta limitación no existe, no obstante es muy difícil colocarse en un sitio en el que el pez no reconozca al pescador y huya.
4. En araña: tipo de pesca extrema realizada en alta mar. En esta pesca el pescador se coge a un lastre atado a una boya o embarcación y se deja caer para el fondo. La longitud de la cuerda atada al lastre limita la profundidad y el pescador se detiene entre 5 y 40 metros, para permanecer inmóvil boca abajo en esa posición. Depredadores pelágicos marinos se lanzarán contra ese "cebo" que les han colocado, momento en que el pescador les disparará. Suele ser utilizado contra medregales, atunes u otros pelágicos.

Dado que la distancia a la presa en este tipo de pesca es elevada se suelen usar fusiles largos para permitir más alcance.

### Pesca al acecho
También se le denomina pesca a la india, es una técnica que se basa en pequeñas esperas combinándola con cortos desplazamientos por el fondo aprovechando el relieve del mismo, acercándonos adonde se encuentran los peces. Es de vital importancia en este tipo de pesca el sigilo, el mimetismo y la acuaticidad del pescador, para no alertar a las posibles presas.
Se diferencia de la técnica anterior porque en vez de apostarnos y esperar, en ésta, acechamos al pez sigilosamente hasta que la distancia es buena para realizar el disparo.

### A la caída
Tal y como indica su nombre esta técnica se fundamenta en ir sobre superficie y una vez haber divisado una posible captura, dejarse caer descendiendo hasta tener al alcance al pez.
Este descenso hay que procurar realizarlo lo más sigilosamente posible ya que es indispensable conseguir cierta sorpresa para evitar que la pieza se asuste y huya impidiéndonos realizar un disparo certero.

### Pesca al agujero
La búsqueda del pez en su escondite para capturarlo es en lo que se basa este estilo. El éxito dependerá bastante de la experiencia en saber seleccionar y buscar las oquedades más idóneas en las que podamos encontrar una presa.
También dependerá bastante de las condiciones del agua. Si la mar está muy movida y hay mucha corriente, no nos facilitará la tarea de aproximarnos a las cavidades con facilidad impidiendo una posición fácil para la captura del pez.
Si hay mar de fondo, el pez aprovecha para alimentarse saliendo de su escondite y será más difícil encontrarlo encuevado.
Al contrario de la pesca a la espera, se usan fusiles más cortos por su mayor maniobrabilidad.
Normalmente en este método se consiguen capturas como el mero, sargos, algún pargo, congrios...

### En pareja
La pesca en pareja consiste más bien en una técnica de seguridad que en un estilo de pesca. Los riesgos que entraña este deporte pueden ser minimizados si una persona vigila nuestro ascenso.
El accidente más común es el síncope que suele producirse en los últimos metros de la ascensión, dejando al pescador inconsciente. Si se pescaba solo, la muerte es irremediable. Pero en la pesca por parejas puede quedar en un mero susto.
Así la pesca por parejas se define por intercalar las inmersiones entre ambos miembros, de forma que mientras uno pesca, el otro se recupera para la siguiente inmersión.
No obstante existen técnicas especiales para la pesca en pareja, como atacar una piedra desde dos ángulos a la vez, de forma que si la presa ve a uno de los pescadores por un lado intentará huir por el otro, en el que el compañero está esperando.

### A la espuma
Es aquella que se realiza a poca profundidad, pegados a la costa, utilizando la cobertura que ofrece la espuma para ocultarnos de las presas. La captura se realiza de abajo hacia arriba, primero se desciende, estando separados de la costa, y desde esta posición buscamos el rompiente de las olas, lugares en donde los peces están buscando alimento. La espuma evita que el pez vea nuestro descenso y el ataque se realiza desde abajo, que es el ángulo de menor visibilidad del pez.
Su complejidad se fundamenta en la difícil visibilidad y la posible corriente existente en la zona de pesca, también considerando que atacamos a la presa en pleno movimiento.

### Pesca profunda
Se denomina pesca profunda a aquella que se practica a gran profundidad, usualmente por debajo de los 25 - 30 metros. A esas profundidades entran en escena consideraciones importantes de técnica y seguridad que condicionan en gran medida el tipo de pesca. Además, según alcanzamos cotas más profundas, el pez es más confiado, debido al limitado número de personas que son capaces de acceder a esas profundidades. Entre sus desventajas está el limitado número de inmersiones, debido a los tiempos de espera para evitar problemas de descompresión.
Ejemplos de técnicas especiales de la pesca profunda está la bajada con dos fusiles para capturar dos piezas en la misma inmersión.

## Práctica de la actividad

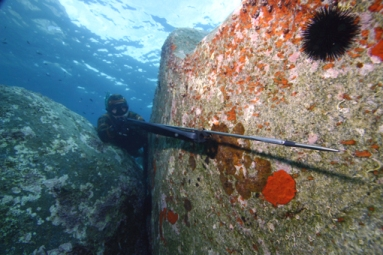
El pescador submarino espera armado con su fusil de pesca.

### Equipamiento
El equipo básico para la pesca submarina consiste en una máscara con o sin tubo y el arma de pesca submarina: generalmente un fusil de pesca.
Un pescador submarino que desee optimizar sus inmersiones también necesitará un par de aletas, un traje de neopreno, un lastre (cinturones de plomo, arnés, peso en los tobillos), un cuchillo o daga, y una boya con una bandera de buceo para señalar su presencia. Igualmente, para completar el equipamiento y resistir a las grandes presas, se debe contar con un arpón así como un carrete. Para calibrar correctamente el lastre, hay una regla muy simple: 1 kg de plomo por 10 kg de peso corporal. Esta regla se aplica para un traje de 7 mm y una profundidad media entre 8 y 10 metros. Para un traje de 5 mm, 1 kg de plomo debe ser reemplazado por 800 g de plomo. A mayor profundidad, menos lastre se necesitará.
Bajo ciertas condiciones se puede utilizar un equipo específico. Para llegar a una zona de pesca lejos de la orilla (y poder llevar más equipo), el practicante puede utilizar un barco a motor (lancha neumática por ejemplo) o una embarcación a propulsión humana (kayak de mar) o una plancha de pesca submarina. Una linterna estanca permite explorar de forma eficaz  las grutas; aunque su uso está prohibido en muchos países, como la pesca submarina nocturna en general. Un reloj de buceo (con cronómetro y profundímetro) o un ordenador de buceo, permite comprobar el tiempo y la profundidad de la inmersión.

### Armas y herramientas
Para capturar un pez, el arma más común es un fusil de pesca submarina de gomas, con una culata y un gatillo. El tiene un alcance relativamente corto, entre 2 a 5 metros aproximadamente. Igualmente, existe el fusil neumático, cuyo uso está prohibido en algunos países y la fisga o pole spear: una varilla larga con un elástico, que se coloca alrededor de la mano o la muñeca del pescador submarino. Es generalmente utilizado en algunos países que prohíben los fusiles (Bahamas).
El arpón es una varilla (flecha) larga con una punta metálica en su extremo. La punta recta llamada «hawaiana» o «tahitiana», generalmente de acero inoxidable o galvanizada con un diámetro de 6 a 7 mm, está equipada con una aletilla móvil que puede levantarse para evitar que el pez se libere. La punta múltiple puede tener de tres (tridente) a cinco «dientes»; es utilizado por ejemplo para peces frágiles o para evitar que el arpón se enroque. Para peces grandes, la varilla puede estar unida a un carrete (fijado a su vez al fusil o al cinturón); y para peces muy grandes (atún, marlín...), la punta puede ser desmontable. Además, la varilla no estará unida a un carrete sino a una «cuerda de flotación», que es una cuerda resistente y unida a una «cuerda elástica amortiguadora» y a una o más boyas inflables o rígidas (a veces capaces de soportar inmersiones de hasta 100 metros).

## Marco legal vigente

### España
A modo de resumen diremos que existe una legislación estatal que se aplica a Aguas exteriores y que cada comunidad autónoma dispone de su propia legislación para aguas interiores. No obstante hay determinados puntos en común que podemos destacar:
- Se denomina pesca submarina a toda la pesca deportiva en la que es necesario sumergirse para cobrar la pieza. Es decir, coger un pulpo con la mano es pesca submarina.
- Para practicar la pesca submarina es obligatorio sacarse una licencia de pesca recreativa subacuática en alguna Comunidad autónoma so pena de sanción. Dicha licencia, aunque expedida para esa Comunidad tiene validez para toda España (La Orden Ministerial 5160 de 26/2/99 (es la Orden que regula la pesca marítima de recreo, BOE 3/3/99), en su disposición adicional 2.ª). Para obtener la licencia, cuya duración oscila entre un año y cuatro años de duración, es necesario obtener un certificado médico el cual se realiza por cualquier médico titulado con el cual el certificado dura 1 año (en algunas comunidades Galicia) y normalmente 2 en el resto, para que en estas comunidades el certificado dure 2 años es necesario hacer el examen médico con un médico especialista en cámaras barométricas.
- Dependiendo de la comunidad, no pueden pescar los menores de edad.
- Existen cupos de capturas según las comunidades autónomas. Por ejemplo, en Cataluña, no se puede pescar más de 6 kg al día, excluyendo la mayor de las piezas. Es decir, pescar dos piezas una de 10 kg y otra de 4 kg es legal. Pescar dos piezas de 9 kg cada una es ilegal.
- Como arma de pesca solo se pueden utilizar fusiles cuya fuerza de empuje haya sido realizada por el pescador. De esta forma no se admiten fusiles de aire comprimido alimentados por botellines (tipo Pelletier), ni accionados químicamente (pólvora).
- Es obligatorio el uso de una boya de señalización, la cual debe ser de color rojo o anaranjado con la bandera alfa ondeando (azul y blanca), no la roja con una franja transversal blanca que es una internacional que se inventó Denzel James, reconocida en todo el mundo pero no legal en España.
- No se puede pescar dentro de la zona de bañistas (como playas) en época estival.
- Solo se puede pescar entre la salida y el ocaso del Sol y actualmente en algunas comunidades como Galicia está prohibida la pesca que no se desarrolle entre los meses de mayo y octubre, y el resto del año los fines de semana y en festivos locales, provinciales y nacionales.
- Está prohibida la venta del pescado. En campeonatos se donan las capturas a centros sin ánimo de lucro.
- En muchas comunidades de España, la pesca submarina está infravalorada e incluso perseguida por muchos detractores que piensan que un hombre con un arpón puede arrebatar capturas a otro desde un bote con redes. Este punto de vista lo respaldan los medios de comunicación y determinados individuos al hacerse eco de "hazañas" realizadas por ilegales que esquilman el mar cogiendo especies prohibidas, como el marisco y superando en mucho los cupos.